# Heinkel HD 26
Гейнкель HD 26 (нім. Heinkel HD 26) — одномісний розвідувальний гідролітак для запуску з борту кораблів Імперського флоту Японії розроблений компанією Heinkel, також виготовлявся в Японії компанією Aichi.

## Історія
Heinkel розробив три різні дизайни гідроплана — HD 25, HD 26 і HD 28 і палубний літак HD 23 для Імперського флоту Японії в середині 1920-их років. HD 26 мав злітати з короткої рампи встановленої на борті великого військового корабля, оскільки катапульти ще були прийняті на флоті, і пізніше приземлятись на воду для підбирання за допомогою крану, і по факту був меншим одномісним варіантом HD 25. Heinkel передбачав що літак міг би використовуватись як винищувач, але японський флот відвів йому виключно роль розвідника. Літак мав відкриту кабіну пілота, дерев'яну структуру, фанерну обшивку фюзеляжу та поплавків і тканинну крил та хвоста. Для зручності зберігання крила могли складатися.
Перший прототип з 8-ми циліндровим V-подібним двигуном Hispano-Suiza був побудований в Німеччині в 1926 році і того ж року привезений до Японії. HD 26 успішно пройшов випробування на лінкорі Наґато, і ще один літак з 8-ти циліндровим радіальним двигуном Bristol Jupiter VI був виготовлений Aichi. Після офіційного прийняття на озброєння отримав позначення Одномісний розвідувальний гідроплан Тип 2 (яп. 二式単座水上偵察機, Ні-шікі Танза Суіджьо: Тейсацукі). Два літаки були призначені на лінкор Наґато і крейсер Фурутака, але через впровадження запуску з катапульти потреба в такому типу літака відпала.

## Тактико-технічні характеристики
Дані з Japanese Aircraft 1910—1941

### Технічні характеристики
|                       |                       | HD 26 (Heinkel)            | HD 26 (Aichi)      |
| --------------------- | --------------------- | -------------------------- | ------------------ |
| Екіпаж                | Екіпаж                | 1 особа                    | 1 особа            |
| Довжина               | Довжина               | 8,3 м                      | 8,44 м             |
| Висота                | Висота                | 3,6 м                      | 3,59 м             |
| Розмах крил           | Розмах крил           | 11,8 м                     | 11,8 м             |
| Площа крил            | Площа крил            | 37,8 м²                    | 37,8 м²            |
| Маса                  | пустого               | 1146 кг                    | 1150 кг            |
| Маса                  | спорядженого          | 1526 кг                    | 1500 кг            |
| Навантаження на крило | Навантаження на крило | 40,3 кг/м²                 | 39,7 кг/м²         |
| Двигун                | Двигун                | Hispano-Suiza              | Bristol Jupiter VI |
| Потужність            | злітна                | 300 к. с.                  | 420 к.с.           |
| Потужність            | питома                | 5,08 кг/к. с.              | 3,57 кг/к. с.      |
| Швидкість             | максимальна           | 184 км/год (на рівні моря) | 212 км/год         |
| Швидкість             | посадки               | 80 км/год                  | -                  |
| Час підйому на 3 км.  | Час підйому на 3 км.  | 14 хв                      | 7 хв 30 с          |
| Практична стеля       | Практична стеля       | 7200 м                     | -                  |

### Озброєння
- Стрілецька:
  - 1 × 7,7-мм курсовий кулемет